# Drepanogynis albiordine
Drepanogynis albiordine là một loài bướm đêm trong họ Geometridae.